# Diocèse de Charlottetown
Le diocèse de Charlottetown est un diocèse de l'Église catholique au Canada couvrant l'Île-du-Prince-Édouard. Il est érigé canoniquement le 11 août 1829 par le pape Pie VIII et est ainsi le deuxième plus vieux diocèse catholique anglophone au Canada. 

## Description
Le diocèse de Charlottetown couvre l'Île-du-Prince-Édouard, c'est-à-dire une superficie de 5 686 km2. En 2021, il comprend 62 paroisses. Le siège du diocèse est la basilique-cathédrale Saint-Dunstan à Charlottetown.

## Histoire
Le diocèse de Charlottetown fut érigé canoniquement par le pape Pie VIII le 11 août 1829. Il fut créé en étant séparé de l'archidiocèse de Québec.

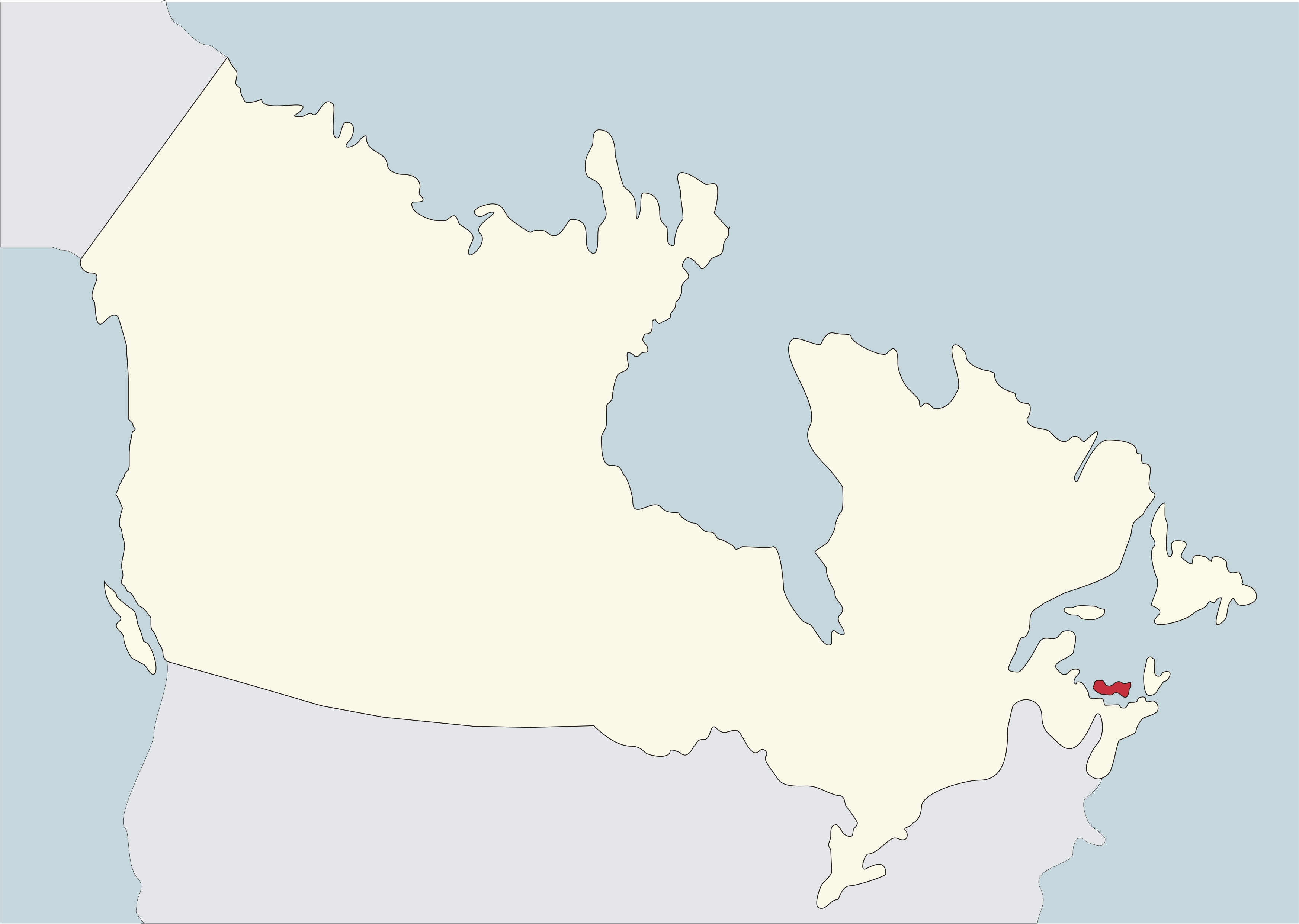
Emplacement du diocèse.
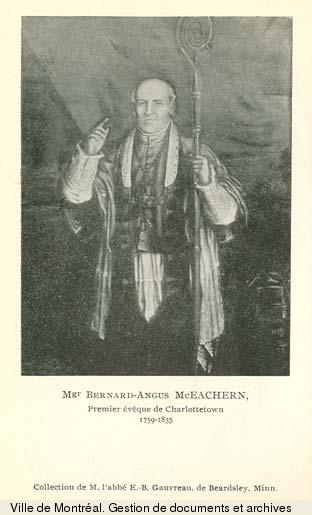
Bernard Angus MacEachern, 1er évêque de Charlottetown.

## Évêques
- Bernard Angus MacEachern (1829-1835)
- Bernard Donald McDonald (1837-1859)
- Peter McIntyre (1860-1891)
- James Charles McDonald (en) (1891-1912)
- Henry Joseph O'Leary (en) (1913-1920)
- Louis James O'Leary (en) (1920-1930)
- Joseph Anthony O'Sullivan (1931-1944)
- James Boyle (1944-1954)
- Malcolm A. MacEachern (1954-1970)
- Francis John Spence (1970-1982)
- James Hector MacDonald (1982-1991)
- Vernon Fougère (1991-2009)
- Richard John Grecco (2009-2021)
- Józef Andrzej Dąbrowski (de) CSMA (depuis 2023)

## Source
- (en) Cet article est partiellement ou en totalité issu de l’article de Wikipédia en anglais intitulé « Roman Catholic Diocese of Charlottetown » (voir la liste des auteurs).